# Crêuza de mä
Albums de Fabrizio De André
Fabrizio De André
(1981) Le nuvole
(1990)
Crêuza de mä (en français : Sentier de mer) est le treizième album du chanteur italien Fabrizio De André paru en mars 1984 chez la maison de disques Ricordi. Cet album, entièrement écrit en ligurien, est considéré par la critique comme l'un des plus importants des années 1980 en Italie.[réf. nécessaire]

## Titres de l'album
Les textes et les musiques sont de Fabrizio De André et Mauro Pagani :
| No | Titre                | Durée |
| -- | -------------------- | ----- |
| 1. | Crêuza de mä         | 6:16  |
| 2. | Jamin-a              | 4:52  |
| 3. | Sidún                | 6:25  |
| 4. | Sinàn Capudàn Pascià | 5:32  |
| 5. | Â pittima            | 3:43  |
| 6. | Â duménega           | 3:40  |
| 7. | D'ä mê riva          | 3:04  |

## Influence
La yole de Bantry de la ville de Gênes a choisi comme nom le titre de la chanson Crêuza de mä.